# Ümit Besen

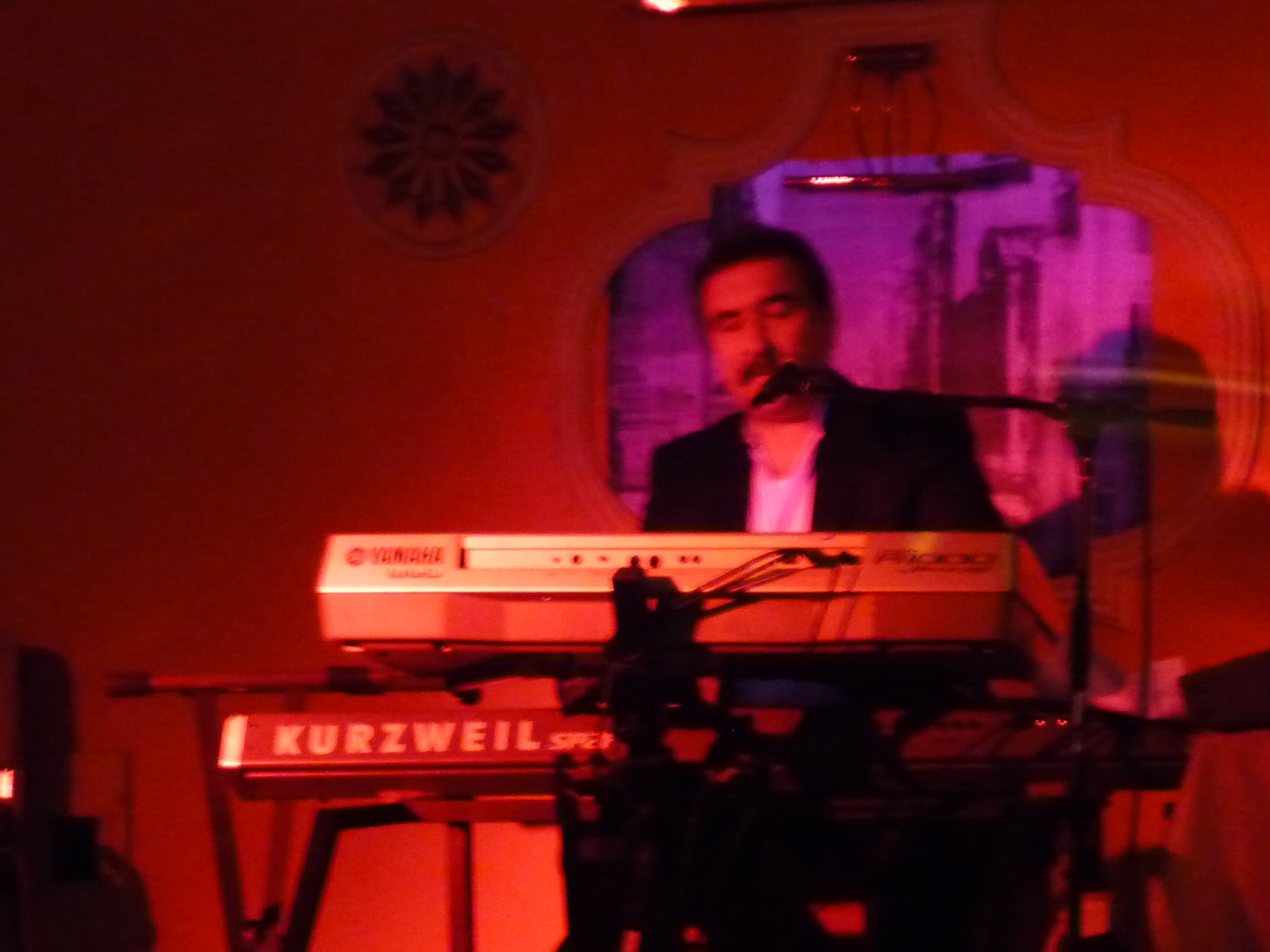
Ümit Besen (2010)

Ümit Besen (* 14. Oktober 1956 in Osmaniye, Türkei) ist ein türkischer Schauspieler, Sänger der arabesken Musik und Fernsehmoderator.

## Leben
Ümit Besens erstes Instrument war die Melodica seines Onkels, die er als Sechsjähriger auf dem Dachboden fand. Er war der älteste von fünf Geschwistern. Der Vater Fikret Besen entdeckte seine musikalische Begabung. Ümit bekam eine weitere Melodica und später ein Akkordeon vom Vater. Als Schüler gründete er das Tayfunlar Orchester. Später spielte er auf der elektronischen Orgel.

## Diskografie

### Alben
| - 1980: Şikayetim Var - 1981: Islak mendil - 1982: Bayramın Olsun - 1982: İkimizin Yerine - 1983: Dostlar Sağolsun - 1984: Yıkılan Gurur - 1984: Bir Akşam Üstü - 1985: Vazgeçtim Senden - 1986: I Love You - 1987: Deli Gönlüm - 1987: Halk Konseri - 1988: Aşk Burcu - 1989: Müzikli Bir Masal - 1990: Bir Tanesin Sen - 1991: Son Şarkı | - 1992: Gökkuşağı - 1993: İkimiz De Sevdik - 1994: Görüşürüz - 1995: Yalnız Kaldım - 1996: Yağmur Var Gözlerimde - 1997: Hadi Git - 1998: Nostalji - 2000: Bizim Hikayemiz - 2001: Dokunsalar Ağlarım - 2003: O Gece - 2006: Ben Bu Gece Ölmezsem - 2008: İyi Günde Kötü Günde - 2014: Ümit Besen 2014 - 2016: Başka |

### EPs
- 2019: Ümit Besen ile Başka Sahne

### Singles (Auswahl)
- 1980: Alışmak Sevmekten Zor
- 1982: Nikah Masası
- 1983: Okul Yolunda
- 2016: Yokluğunda
- 2016: Seni Unutmaya Ömrüm Yeter Mi? (mit Pamela Spence)

## Filmografie
- 1982: Islak Mendil
- 1982: Nikah Masası
- 1983: Dostlar Sağolsun
- 1984: Yıkılan Gurur
- 1984: Sevmek Yeniden Doğmak
- 1985: Bir Akşam Üstü
- 1985: Unutursun Diye
- 1985: Vazgeçtim Senden
- 1986: Seni Seviyorum
- 1986: Sevda Rüzgarı
- 1986: Ağlama
- 1987: Şoför Parçası
- 1987: Baba Yüreği